# مقاطعة راكوفنيك
مقاطعة راكوفنيك (بالتشيكية: Okres Rakovník)‏ هي مقاطعة (أوكريس) في إقليم بوهيميا الوسطى في جمهورية التشيك.
عاصمة هذه المقاطعة هي مدينة راكوفنيك.

## اقرأ أيضاً
- مقاطعات جمهورية التشيك